# Wat Chedi Ngam

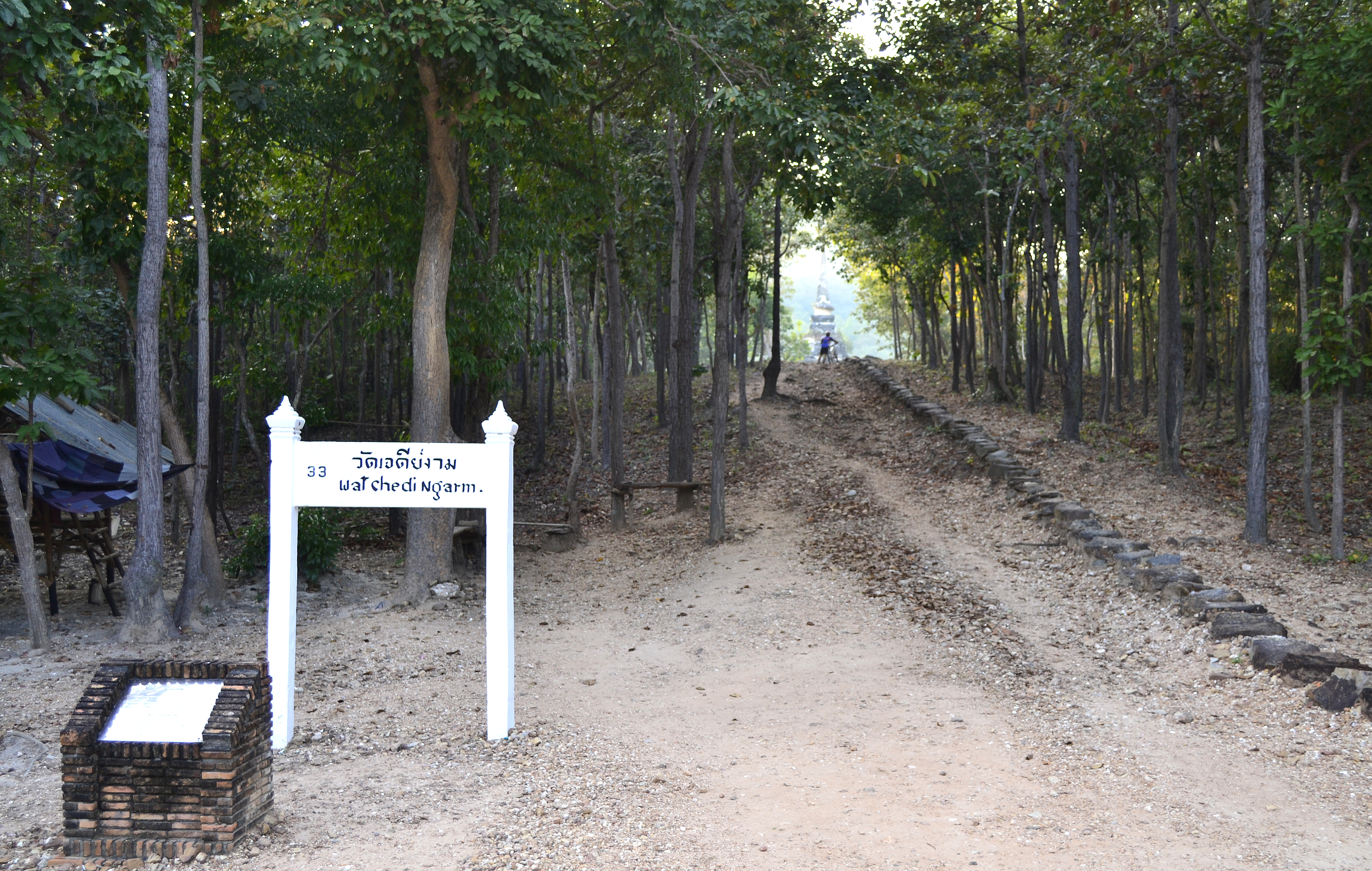
Der Weg zum Wat Chedi Ngam

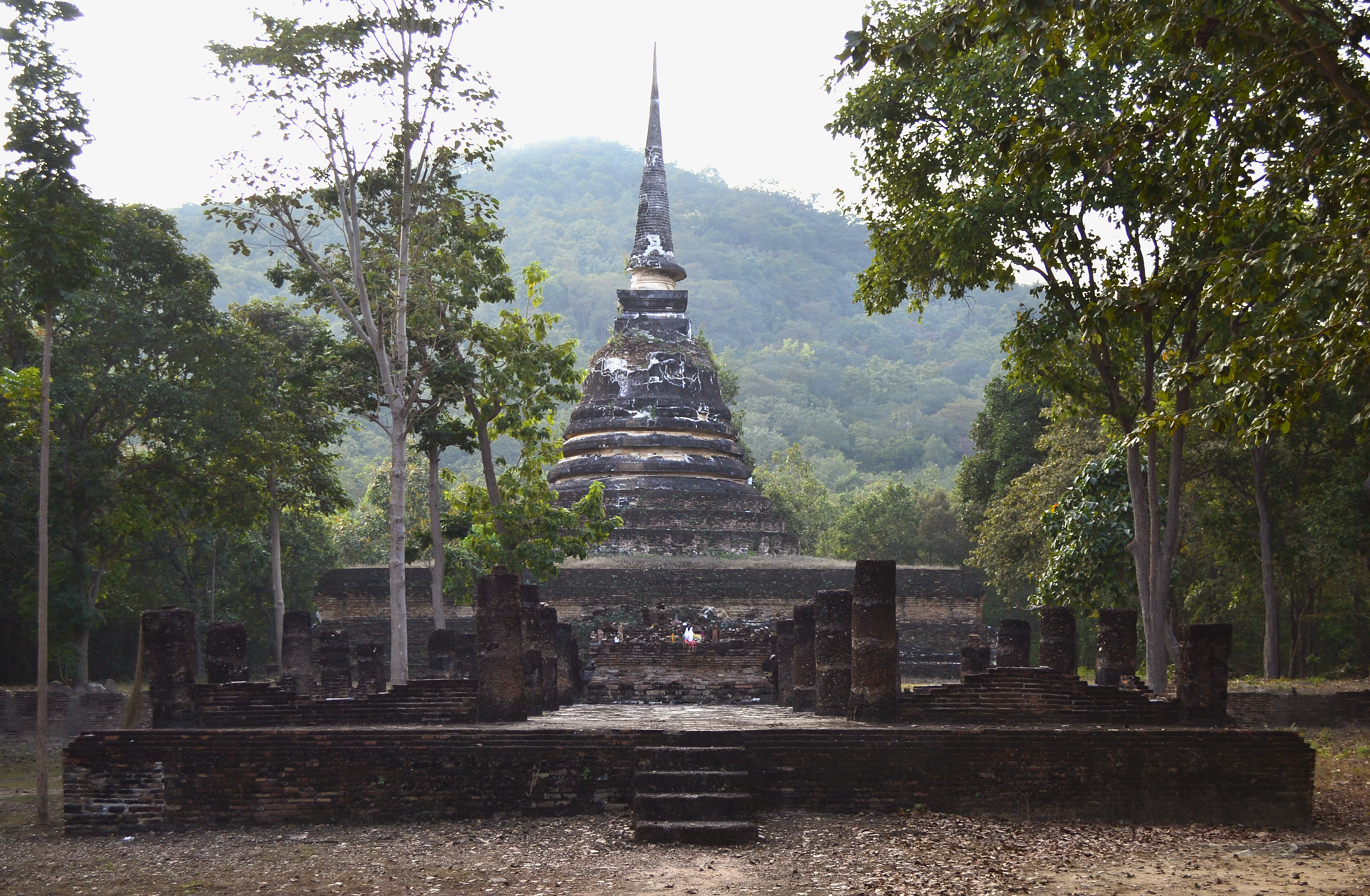
Versammlungshalle und Chedi des Wat Chedi Ngam

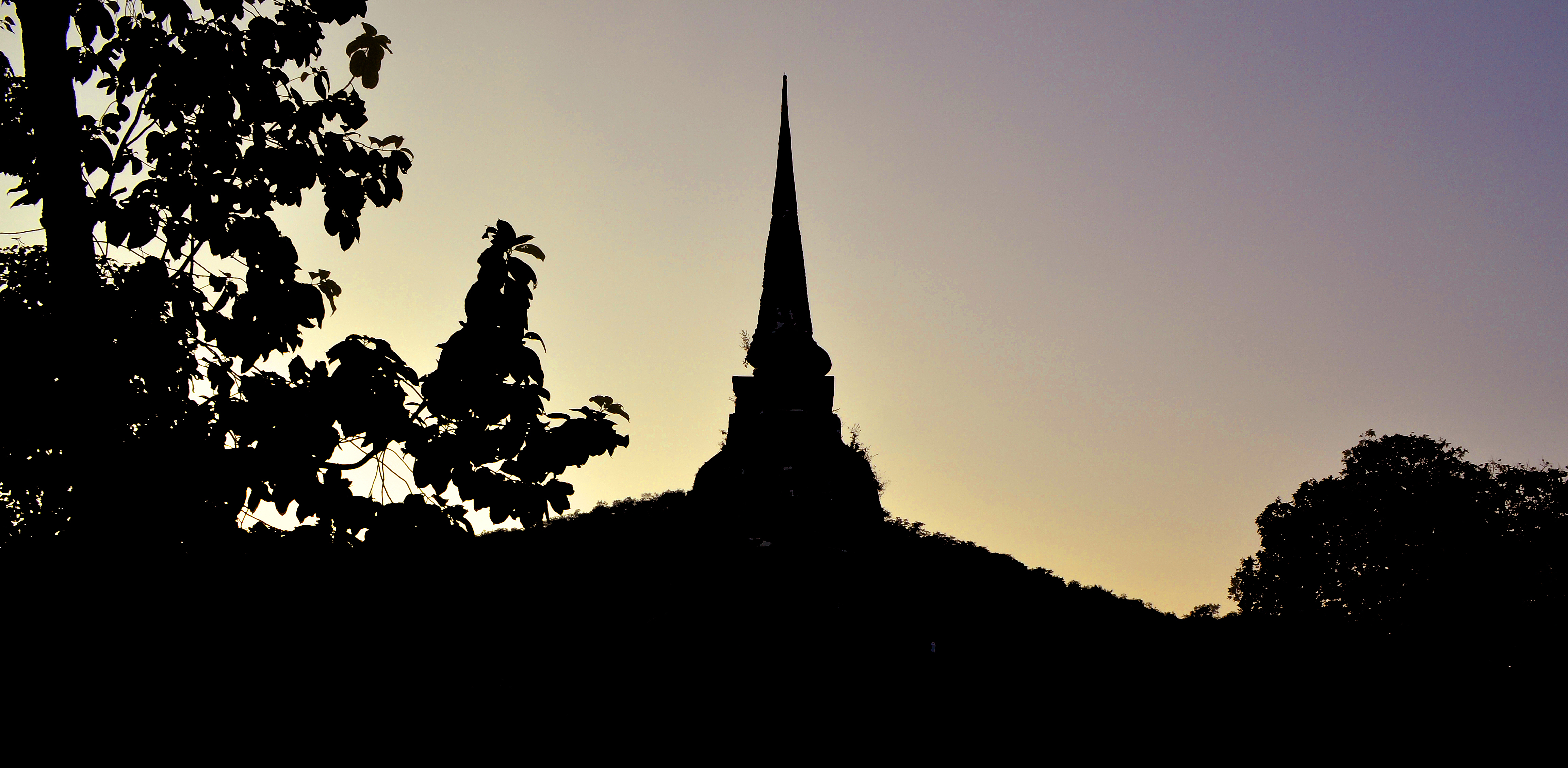
Wat Chedi Ngam in der Abenddämmerung

Von der buddhistischen Tempelanlage Wat Chedi Ngam (thailändisch วัดเจดีย์งาม – Kloster der schönen Chedi) ist nur noch die Ruine erhalten. Sie liegt in Sukhothai, Provinz Sukhothai in der Nordregion von Thailand.

## Lage
Der Wat Chedi Ngam ist Teil des Geschichtsparks Sukhothai, er liegt in bewaldeten Hügeln etwa 2,5 Kilometer westlich des O-Stadttores (ประตูอ้อ – Pratu O) außerhalb der Alten Stadt (Mueang Kao – เมืองเก่า) von Sukhothai.

## Allgemeines
Die buddhistischen Theravada-Mönche (Bhikkhus) jener Zeit lassen sich anhand ihrer Lebensweise in zwei Gruppen einteilen.
Die eine Gruppe bevorzugte es, die Lehren des Buddha, die Tipitaka zu studieren. Für sie war es zweckmäßig, in den Klöstern innerhalb der Stadt zu leben. Sie wurden darum „Stadtmönche“ (Kamawasi, พระสงฆ์คามวาสี) genannt.
Die andere Gruppe bevorzugte es, sich in Achtsamkeit zu üben und zu meditieren. Sie lebten oft in Klöstern außerhalb der Städte in ruhigen Waldgebieten (Aran – อรัญญ์) und wurden daher „Waldmönche“ (Aranyawasi – พระสงฆ์อรัญญวาสี) genannt. Sie waren die Vorbilder der späteren thailändischen Waldtradition. Da die Hügel westlich der Alten Stadt von einem lichten Wald bestanden waren, lebten hier die Waldmönche in etwa einem Dutzend, auf den Hügeln verstreuten liegenden Tempeln.

## Sehenswürdigkeiten
Die Hauptgebäude des Wat Chedi Ngam sind in Ost-West-Richtung ausgerichtet. Ein mit Schieferplatten „gepflasterter“ Weg führt den Hügel hinauf zu Tempel.
Der namensgebende Chedi, glockenförmig im Sri-Lanka-Stil, steht im Westen. Er ist schon von weitem zu sehen. Ähnlich wie im Wat Chang Rop steht er auf einem großflächigen, quadratischen Unterbau von 24 Metern Seitenlänge. Auf jeder Seite befindet sich eine Nische, die einst eine Buddha-Statue enthielt.
Östlich davor, etwa einen Meter tiefer ist eine Versammlungshalle (Wihan) zu sehen, deren Fußboden mit Schieferplatten ausgelegt ist. Von den runden Laterit-Säulen sind nur noch wenige Überreste geblieben.
Im Norden gibt es einige Strukturen aus Ziegel und Stein, die möglicherweise einmal Kutis waren. In der Nähe befindet sich ein Brunnen.